# Дон (грузинська літера)
Дон (დონი) — четверта літера грузинської абетки.
Приголосна літера. Вимовляється як українська [ д ] (МФА [d]). За міжнародним стандартом ISO 9984 транслітерується як d.

## Історія
| Асомтаврулі | Нусхурі | Мхедрулі |
| ----------- | ------- | -------- |
|             |         |          |

## Юнікод
- Ⴃ : U+10A3
- დ : U+10D3